# 大观楼街道
大观楼街道，是中华人民共和国四川省宜宾市翠屏区下辖的一个乡镇级行政单位。大观楼街道办事处驻西街204号。
2019年8月23日，宜宾市人民政府批复同意撤销西城街道和南城街道，设立大观楼街道。

## 行政区划
大观楼街道下辖以下地区：
涌泉社区、滨江社区和大观楼社区。